# NGC 2825
NGC 2825 (również PGC 26345) – galaktyka spiralna (Sa), znajdująca się w gwiazdozbiorze Rysia. Odkrył ją John Herschel 3 kwietnia 1831 roku.